# مادآباد (ماه‌نشان)
مادآباد یک روستا در ایران است که در شهرستان ماه‌نشان استان زنجان واقع شده‌است. مادآباد ۶۲۲ نفر (۱۴۲ خانوار) جمعیت دارد.